# Station Arjasa
Station Arjasa is een spoorwegstation in Patemon, Pakusari, noordelijke deel van Jember, Oost-Java, Indonesië.